# Cyclosternum macropus
Cyclosternum macropus là một loài nhện trong họ Theraphosidae.
Loài này thuộc chi Cyclosternum. Cyclosternum macropus được miêu tả năm 1875 bởi Ausserer.